# هاکوب هاکوبیان (شبه‌نظامی)
هاکوب هاکوبیان (ارمنی: Յակոբ Յակոբեան؛ ۱۹۵۱ – درگذشته ۲۸ آوریل ۱۹۸۸) مبارز، کنشگر مبارز چریکی ارمنی که یکی از بنیان‌گذاران و رهبر ارتش سری ارامنه برای آزادی ارمنستان بود.

## زندگی‌نامه
وی با نام اصلی هاروتیون تاگوشیان در ۱۹۵۱ در موصل به دنیا آمد. وی نام مستعار هاکوب هاکوبیان را برگزید و به لبنان نقل مکان نمود جایی که به جبهه مردمی آزادی فلسطین پیوست. در سال ۱۹۷۵ همراه با نویسنده ارمنی گئورگ آجمیان، و دیگران و با حمایت برخی گروه‌های فلسطینی ارتش سری ارامنه برای آزادی ارمنستان (آسالا) را در بیروت بنیان‌گذاری نمود.
هاکوبیان در ساعت ۴:۳۰ صبح در خارج از منزلش در پالئو فالیرو در حومه آتن هنگامی که منتظر تاکسی بود که وی را برای به پرواز بلگراد به فرودگاه برساند ترور شد.